# Renzo Zorzi (scrittore)
Renzo Zorzi (Verona, 13 settembre 1921 – Albisano, 30 gennaio 2010) è stato uno scrittore e operatore culturale italiano.

## Biografia
Figlio di un ferroviere, nel 1934 rimane orfano del padre vittima di un incidente sul lavoro, insieme ai cinque fratelli. Frequenta il liceo classico a Verona, poi si iscrive alla facoltà di Lettere all'Università degli Studi di Padova alla vigilia della guerra.
Durante la seconda guerra mondiale studia, lavora e aderisce alla sezione veneta del Partito d'Azione. Partecipa alla Resistenza nel Basso veronese nelle formazioni di Giustizia e Libertà e sarà insignito di una Medaglia d'argento. Da questa esperienza nasce l'amicizia con Licisco Magagnato, Luigi Meneghello, Franco Cingano e Bruno Visentini e il libro Cinquecento quintali di sale, due storie della Resistenza. Il libro sarà ripubblicato nel 1988 da Bompiani, con l'aggiunta di un altro racconto risalente agli anni della guerra con il titolo L'estate del '42 (con il quale nel 1989 si aggiudicherà la prima edizione del Premio Chiara e il Premio Comisso per la narrativa).
Dopo la Liberazione fa parte della direzione di Verona Libera, il quotidiano veronese che sostituisce L'Arena, temporaneamente sospesa perché compromessa con il fascismo.  È attivo nel Partito d'Azione e dirige Tempo nuovo, il periodico culturale del Partito d'Azione locale. Intanto si laurea in letteratura francese con Diego Valeri con una tesi sul poeta francese Aloysius Bertrand. Quello per la cultura francese sarà un suo interesse costante.
Nel 1946, deluso dalla decisione del giornale veronese di non prendere posizione sul referendum monarchia-repubblica lascia il giornale. Vive contemporaneamente la crisi del Partito d'Azione che si divide e poi si scioglierà. Sono i segni che inaugurano l'avvio di una nuova fase politica in Italia, in cui le ambizioni e gli ideali che avevano animato i partecipanti alla Resistenza cedono di fronte a una normalizzazione partitocratica, e che ha come conseguenza l'allontanamento di molti, fra cui Zorzi, dalla politica attiva.
Su invito di Franco Antonicelli, nel 1947 si trasferisce a Torino per lavorare nella casa editrice De Silva (che pubblicherà fra l'altro Se questo è un uomo di Primo Levi, dopo che il libro era stato rifiutato da diversi editori). È Zorzi a leggere per primo il manoscritto, a caldeggiarlo e a proporne il titolo. Oltre ad Antonicelli e Levi, a Torino Zorzi viene a contatto con molti altri intellettuali, fra cui Giacomo Noventa, Cesare Pavese, Alessandro Galante Garrone e Adriano Olivetti. Quest'ultimo incontro sarà per lui decisivo.
Conclusasi l'esperienza della De Silva, dopo aver lavorato per un anno a Firenze a La Nuova Italia con Tristano Codignola, accetta l'offerta di Adriano Olivetti e si trasferisce a Milano per curare la rivista Comunità, cui Olivetti desidera dare un'impronta più politica e meno letteraria. Dal 1956 avrà anche la responsabilità delle Edizioni di Comunità, la casa editrice fondata da Olivetti. Dopo la morte improvvisa e prematura di Adriano Olivetti nel 1960, Zorzi assumerà la direzione della rivista Comunità e dell'omonima casa editrice che manterrà fino agli anni '80.
Dal 1965 entra nella società Olivetti come dirigente responsabile dell'immagine, del design e delle attività culturali promosse dalle società, incarico che manterrà per un ventennio rimanendo anche successivamente consulente della società. Coordina un ampio gruppo di designer e architetti di fama internazionale incaricati del design dei prodotti e della pubblicità Olivetti e della progettazione delle sedi della società nel mondo. L'Olivetti si distingue inoltre nel promuovere un intenso programma di attività culturali, fra cui l'organizzazione di mostre e la sponsorizzazione di restauri. Fra le prime si ricordano la mostra di affreschi fiorentini salvati dall'alluvione e dei cavalli di San Marco, il restauro dell'Ultima Cena di Leonardo, quello degli affreschi della Cappella Brancacci.
Dal 1978 al 1984 è presidente dell'UPA, l'associazione di categoria degli inserzionisti pubblicitari.
Dal 1988 al 2001 è segretario generale della Fondazione Cini di Venezia. Nel 1990 assume anche la Presidenza del Centro d'Arte Palazzo Te di Mantova, cui dà visibilità e slancio con l'organizzazione di mostre di alto profilo (come la mostra sull'architetto Alvar Aalto e quella sulla Celeste Galleria, la collezione d'arte costituita dai Gonzaga e dispersa successivamente in tutta Europa, che viene riunita e studiata in occasione della mostra di Mantova).
Prolifico autore di prefazioni e introduzioni, saggista e pubblicista (collaboratore de Il Sole 24 Ore), i suoi interessi hanno spaziato in una varietà di campi, dalla letteratura alle scienze umane, dalla storia dell'arte al design.

## Opere

### Narrativa
- Cinquecento quintali di sale, Feltrinelli, 1962, ripubblicato con un altro racconto con il titolo L'estate del '42, Rusconi, 1988

### Saggistica
- Nella trama della storia, Marsilio, 1990
- Gli anni dell'amicizia, Neri Pozza, 1991
- Cesare Beccaria, il dramma della giustizia, Mondadori, 1996, ISBN 9788804410584.
- Gli artisti di Olivetti. Il dovere della bellezza, Edizioni di Comunità, 2018